# Ceftizoxime
La ceftizoxime est une molécule antibiotique, une céphalosporine de 3e génération.

## Mode d'action
La céftizoxime inhibe la PLP, enzyme permettant la synthèse du glycopeptide bactérien.